# Museen und Ausstellungen am Olymp

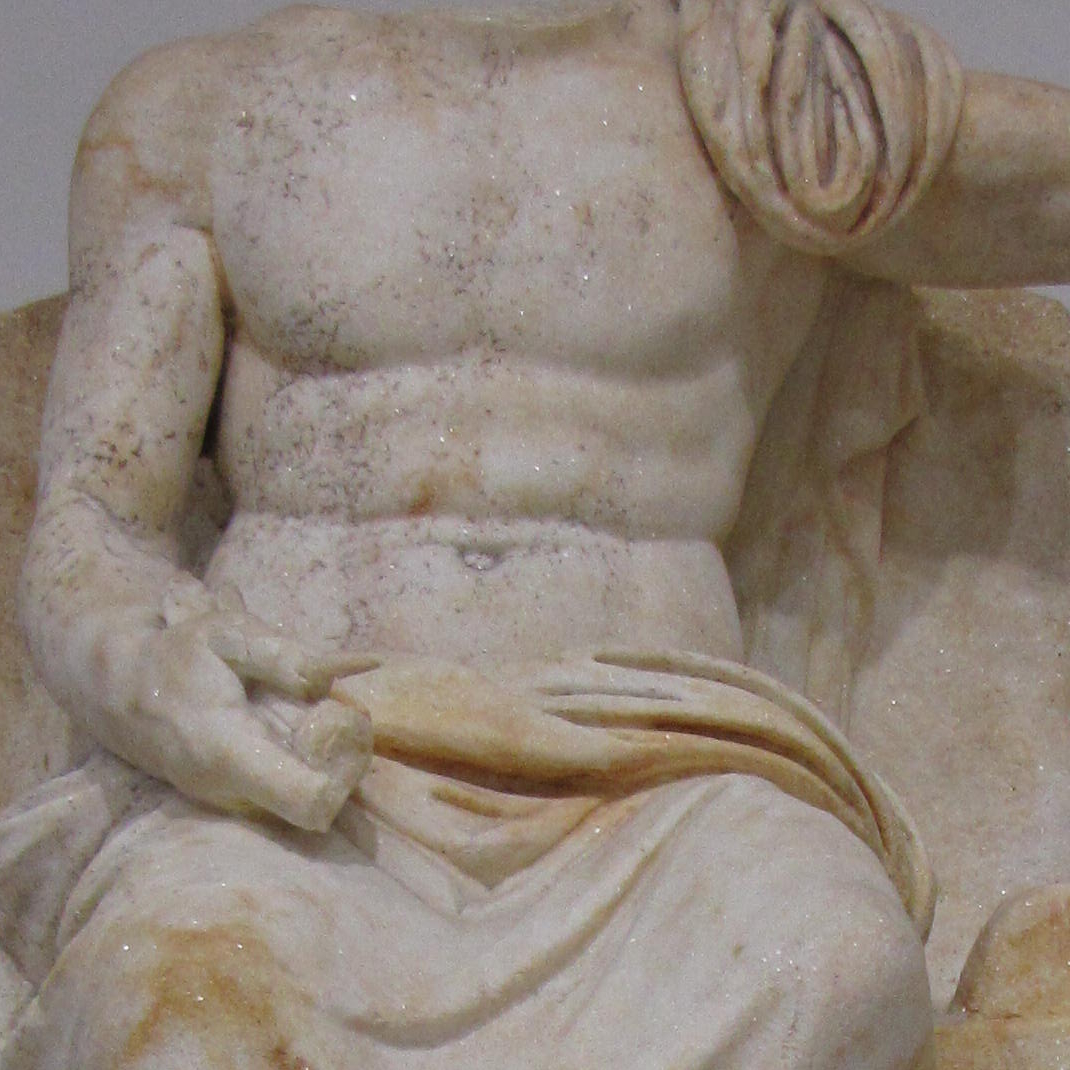
Details einer Statue des Zeus Hypsistos, Archäologisches Museum, Dion

In den Museen und Ausstellungen am Olymp werden in der Umgebung des Olymp in Nordgriechenland sowohl archäologische und historische als auch zeitgenössische Exponate und Kunstwerke ausgestellt.

## Archäologisches Museum Dion
Dort werden die archäologischen Funde der Ausgrabungsstätte von Dion und aus der näheren Umgebung ausgestellt. Das Museum ist in drei Etagen gegliedert. Im Untergeschoss sind Münzen, Tongefäße und antike Baumaterialien zu sehen. Im Erdgeschoss befindet sich ein kleines Kino, die Ausstellung zeigt vorwiegend Funde der Heiligtümer Dions. Im Obergeschoss ist die berühmte Wasserorgel von Dion zu sehen; dort gibt es auch wechselnde Ausstellungen von archäologischen Funden aus der weiteren Umgebung.
In einem separaten Gebäude, der Archäotheke, ist das rund 100 m² große Mosaik der Epiphanie des Dionysos zu sehen. In separaten Gebäuden sind das Labor und die Werkstatt untergebracht.

## Archäologisches Museum Makrygialos
Im Erdgeschoss des Gebäudes sind die Büros der Archäologen, das Labor und Werkstätten untergebracht; das Museum befindet sich im Obergeschoss. Momentan (2018) sind nur wenige der vielen Fundstücke aus Pydna, den Nekropolen von Pydna, von Methone sowie von Makrygialos und Umgebung im Museum zu sehen. Einige kleinere, meist tönerne Exponate und Amphoren, von denen einige als Urnen oder Sarkophage für Kleinkinder dienten, werden ausgestellt. Das Museum ist noch nicht für die Öffentlichkeit zugänglich.

## Alexandrion, Litochoro
In dem von im Ausland lebenden griechischen Makedonen errichteten Gebäude wird das Leben und Wirken Alexanders des Großen behandelt. Neben der permanenten Ausstellung dient das Gebäude auch repräsentativen Zwecken.

## Museum des Klosters Agia Triada, Sparmos

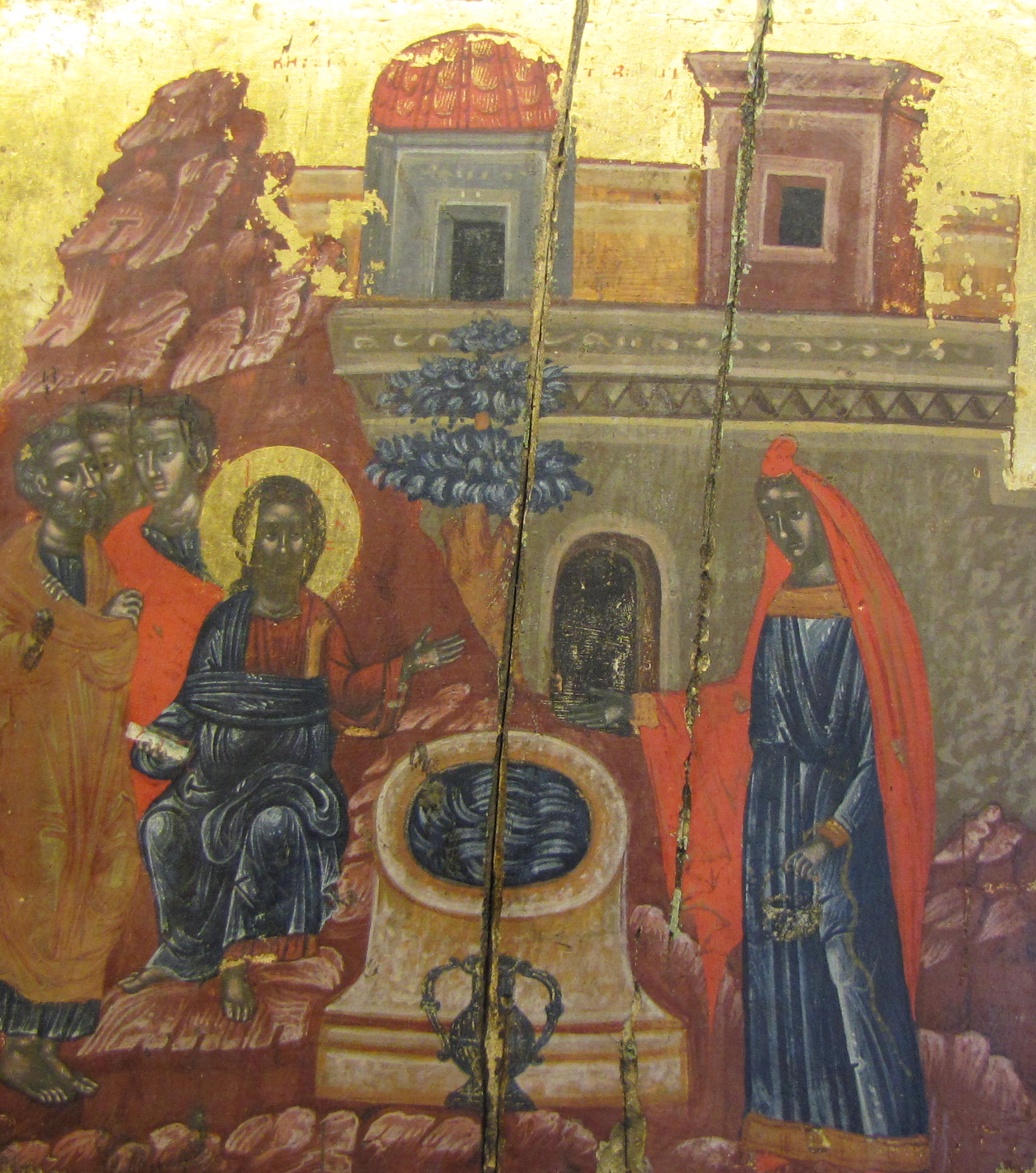
Ikone aus dem 17. Jahrhundert. Kloster Agia Triada, Sparmos

Exponate des Museums sind Ikonen aus dem 17. Jahrhundert, wertvolle Gewänder, alte Holzschnitzereien und Bücher, die von den Mönchen des Klosters geschrieben und gebunden wurden. Während des Befreiungskampfes gegen das Osmanische Reich lagerten die Mönche Verpflegung und Munition für die Kämpfer und versorgten Verwundete.

## Museum des Klosters Agios Dionysios, Litochoro

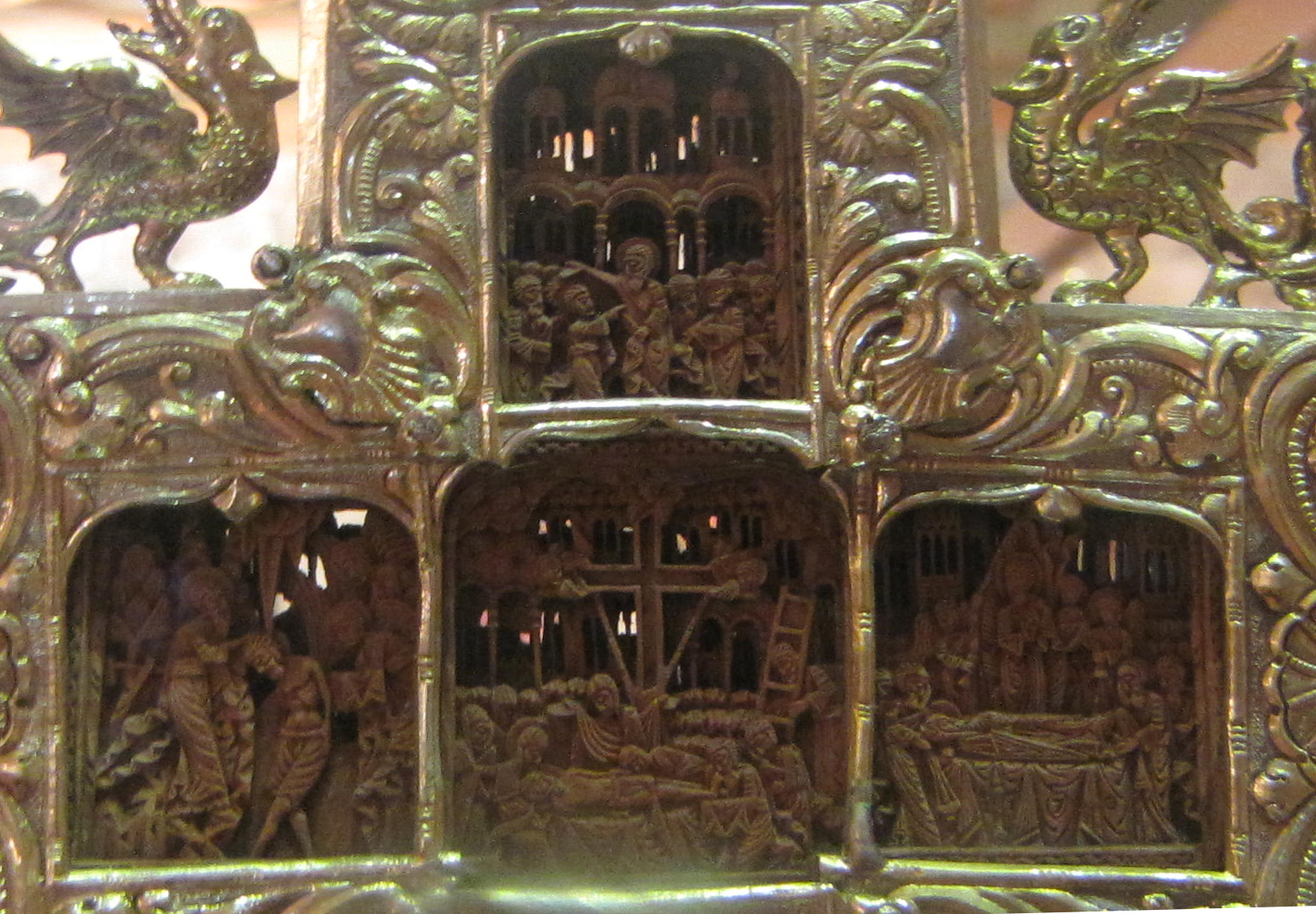
Miniatur-Holzschnitzerei in einem metallenen Kreuz. Kloster Agios Dionysios, Litochoro

Geschichtliche Dokumente von der Urkunde, die den Bau des Klosters genehmigte, bis zu Fotografien eines Soldaten der deutschen Wehrmacht, die das alte Kloster kurz vor seiner Zerstörung zeigen, belegen die Vergangenheit des Klosters. Ausgestellt werden in Silber gefasste Reliquien, Gewänder, ein mit Silberfäden gewirktes Epitaph, Urkunden, Bücher, Ikonen und mit Intarsien versehene Möbelstücke. Über dem Museum liegt die nicht öffentlich zugängliche Bibliothek des Klosters.

## Geologisch-historisches Museum des Olymp, Leptokarya
Anhand von Informationstafeln und Modellen werden die Entstehung und der geologische Aufbau des Olymp erläutert. Zu sehen sind Fossilien, die im Gebirge vorkommenden Gesteine und Fotografien von geologisch bedeutsamen Objekten. Besondere Exponate sind Versteinerungen von Meerestieren, die am Olymp in einer Höhe von rund 1000 Metern gefunden wurden.

## Olymp-Nationalpark-Informationszentrum, Litochoro

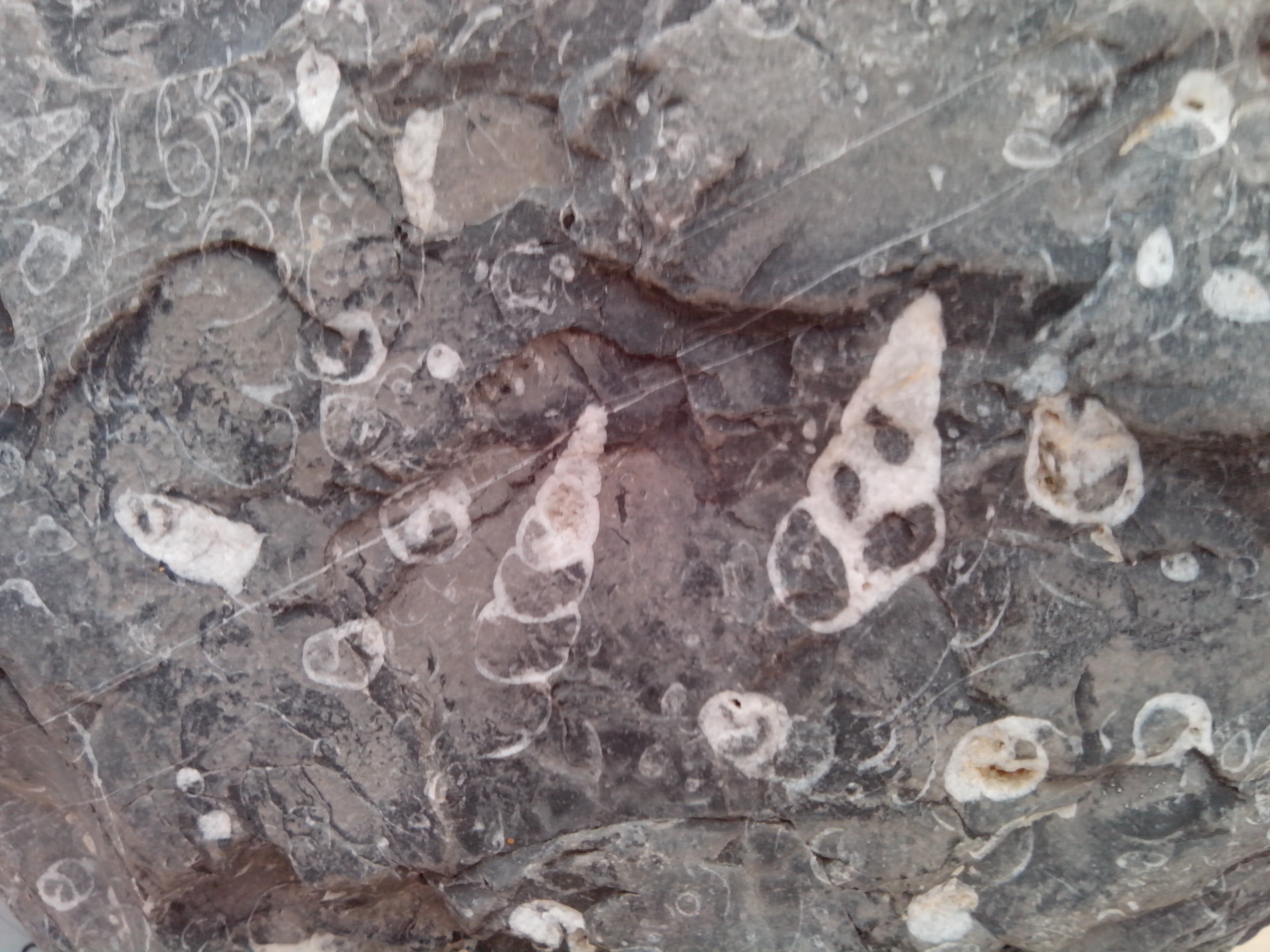
Fossilien, Geologisch-historisches Museum des Olymp

Die Ausstellung führt den Besucher durch alle Regionen des Gebirges. Beginnend vom Standort Litochoro werden die Tiere und Pflanzen der verschiedenen Höhenlagen anhand von Schautafeln gezeigt und in griechischer und englischer Sprache erläutert. Interaktive Bildschirme ermöglichen die 360° Rundumsicht von verschiedenen Standorten aus; ein kleines Kino zeigt einen 3D-Film über das Olymp-Massiv. Weiterhin gibt es Informationen über archäologische Stätten, Klöster, Mythologie, Geologie und die Geschichte der Erstbesteigung der Gipfel.

## Nautisches Museum, Litochoro
Um das Andenken an die Tradition der Handelsschifffahrt des Ortes zu bewahren, wurde das Nautische Museum gegründet. Die Exponate stammen vorwiegend aus Privatbesitz, teilweise auch von Reedern oder der Kriegsmarine. Urkunden, Logbücher und alte Fotografien werden neben nautischen Instrumenten und seemännischen Gebrauchsgegenständen ausgestellt. Eine Besonderheit ist der Nachbau der Brücke eines Handelsschiffs mit allen Instrumenten.

## Mosaikzentrum, Dion
In den Sommermonaten finden dort im Rahmen des Olympos-Festivals Ausstellungen mit wechselnden Themen statt. Häufig nutzt das jeweilige Gastland des Olympos-Festivals die Gelegenheit, um dort seine Kunst und Kultur zu präsentieren. Gelegentlich veranstalten Künstler aus Griechenland Ausstellungen ihrer Werke. Zu sehen waren bisher Mosaike, Gemälde, Fotografien, Skulpturen und Drucke.

## Pontisches Museum, Katerini
Das Museum soll die Kultur der aus der Schwarzmeerregion stammenden Pontosgriechen bewahren. Ausgestellt werden Möbel, Werkzeuge, Trachten und Stickereien. Der Nachbau eines typischen Wohnhauses zeigt, wie die Menschen vor ihrer Vertreibung gelebt haben.

## Museum des Syllogos Mikrasiaton Pierias
Die Ausstellung befasst sich mit dem Thema Kleinasien. Der Verein stellt in seinem Museum Bilder, Fotografien, Trachten, Uniformen, traditionelle Kleidung und Gegenstände des täglichen Bedarfs aus.